# Афанасьев, Вадим Анатольевич
Вади́м Анато́льевич Афана́сьев (19 июля 1942 года — 29 января 2014 года) — советский и российский театральный деятель, главный режиссёр Кировского театра кукол (1974—1999). Заслуженный артист РСФСР (1985).

## Биография
Родился в городе Кирове в многодетной семье. Отец — Анатолий Николаевич Афанасьев, актёр, заслуженный артист РСФСР.
Первые уроки театрального мастерства получил у отца, четыре года служил на Тихоокеанском флоте ВМФ СССР.
Окончил Высшие режиссёрские курсы при Государственном институте театрального искусства имени Луначарского (ныне ГИТИС).
В 1960 году начал работу в Кировском кукольном театре. Сначала был актёром, затем стал режиссёром. С 1974 года — главный режиссёр театра.
Всего на сцене театра под руководством Афанасьева было поставлено более 100 спектаклей («Как за Вяткой, за рекой» Ю.Батуева и К.Верхотина, «До третьих петухов» по В.Шукшину (1978), «Каштанка» по А. П. Чехову (1980), «Дуняшка» (2009) и т. д..).
Скончался 29 января 2014 года в Кирове.

## Награды
- Заслуженный артист РСФСР (1985)[2]
- Орден «Знак Почёта» (1981)[2]
- Премия «Вятский горожанин» (2011)[2]